# Фон Лобковиц, Фридрих
Фридрих фон Лобковиц (нем. Friedrich von Lobkowitz, чеш. Bedřich z Lobkowicz; 10 октября 1881 — 18 апреля 1923) — чешский дворянин из семьи Лобковичей и юрист.

## Биография
Фридрих родился 10 октября 1881 года в Богемии. Он был 11 из 12 Йиржи Кристиана фон Лобковица (1835—1908) и его жены, принцессы Анны Лихтенштейнской (1846—1924). 
С 1899 по 1904 год он изучал право в Пражском университете. с 1901 по 1902 год, он также учился в Инсбрукском университете.  Окончил учебу в университете 23 марта 1906 года. 
В 1908 году он был назначен камергером. В 1908 году у мер его отец, поэтому в 1909 году он занял его место в палате господ рейхсрата Цислейтании. С 1917 по 1918 год он также был членом Императорского двора. Кроме того, занимал должность губернатора резерва.
Он был председателем или президентом нескольких организаций, даже после упразднения монархии. С 1908 года до своей смерти был председателем Ассоциации виноделов Богемии, а затем Чехословакии. После свержения монархии он и все члены семьи начали именоваться без приставки фон.
С 1914 по 1919 год был президентом Чешского автомобильного клуба. В 1921 году был избран президентом Ассоциации землевладельцев Чехословакии. На должности он также пребывал до своей смерти.
Ему принадлежали поместья Мельник и Рождяловице. После женитьбы он жил в замке Рождяловице, а затем переехал в Турнов, где служил стажером в пражском губернаторстве в окружном управлении.
Он также незадолго до смерти был арестован, за предполагаемые монархические набеги. Вскоре был отпущен.
Он умер 18 апреля 1923 года в санатории, в Вене. Он был похоронен в семейном склепе Лобковиц в Горжине.
Так как он умер раньше матери, семейные активы перешли в управление к его младшему брату Иоганну (1885—1952).

## Личная жизнь
24 апреля 1906 года Фридрих женился на графине Жозефине Антонии фон Тун-Гогенштейн (1886—1971). Церемония бракосочетания прошла в часовне Архиепископского дворца в Праге. Она была дочерью Леопольда Богумила Феликса фон Тун и Гогенштейна (1842—1898) и его жены Кристины Вальдштейн-Вартенберг (1854—1937). Она говорила на шести языках и была прекрасной спортсменкой, ездила верхом, играла в теннис.
В браке родилось двое детей:
- Йиржи Кристиан Лобковиц (22 февраля 1907 — 22 мая 1932), известный автогонщик. Женат не был. Детей не имел.
- Людмила Лобковиц (13 августа 1908 — 11 января 1974), 16 апреля 1932 года вышла замуж за Альфреда Гезу Лихтенштейнского (1907—1991), старшего сына Иоганнеса Лихтенштейнского (1873—1959). У супругов родилось четверо детей.